# Thomas F. Metz

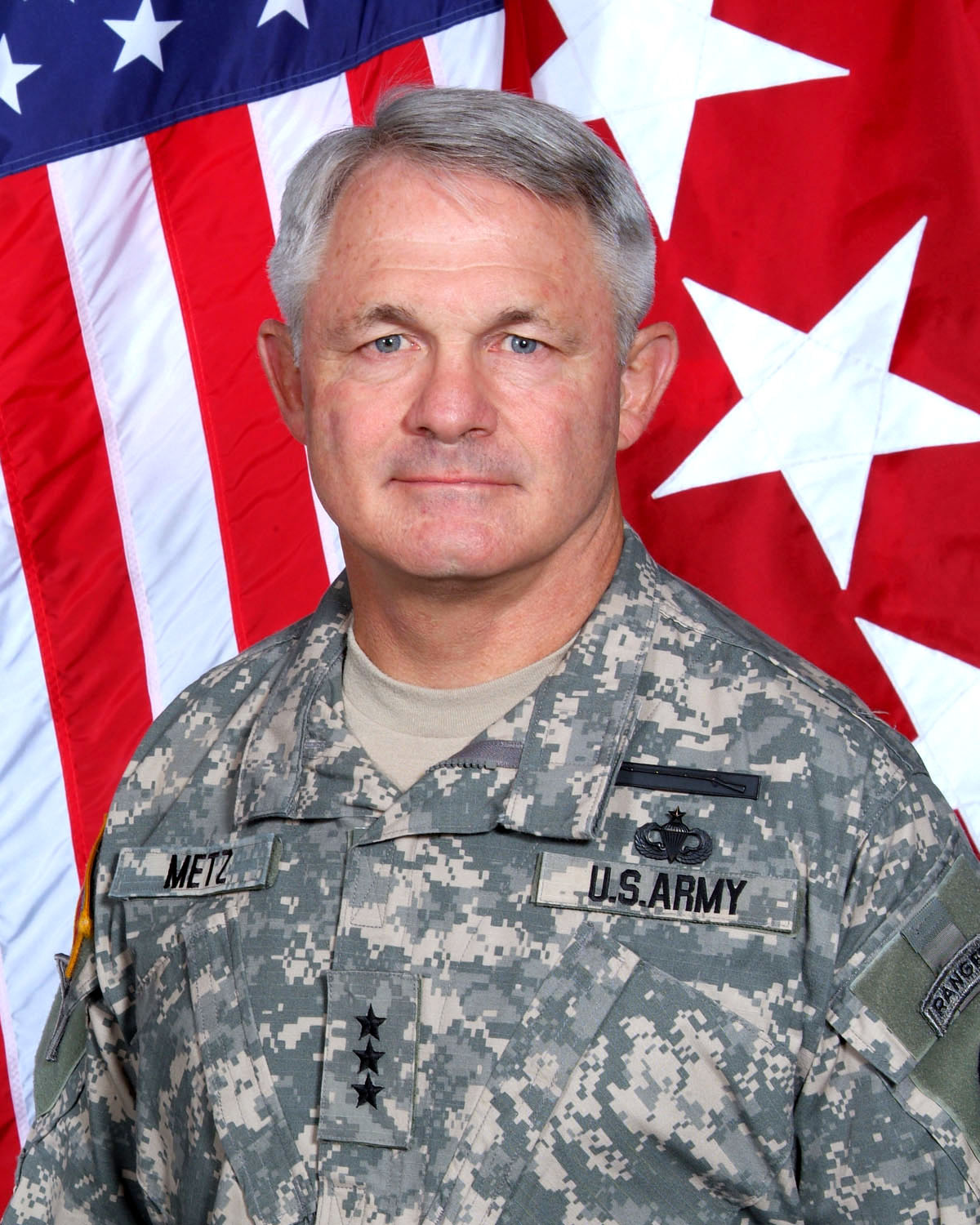
Thomas F. Metz

Thomas Fredric Metz (* 21. September 1948 in Elkin, North Carolina) ist ein pensionierter Generalleutnant der United States Army. Er war unter anderem Kommandeur des III. Korps.
Im Juni 1966 trat Thomas Metz als einfacher Soldat dem US-Heer bei. Dort absolvierte er einen Eignungstest für eine Offizierslaufbahn. In den Jahren 1967 bis 1971 durchlief er die United States Military Academy in West Point. Nach seiner Graduation wurde er als Leutnant der Infanterie zugeteilt. In der Armee durchlief er anschließend alle Offiziersränge vom Leutnant bis zum Drei-Sterne-General.
Im Lauf seiner militärischen Karriere absolvierte Metz verschiedene Kurse und Schulungen. Dazu gehörten unter anderem der Infantry Officer Basic Course, der Infantry Officer Advanced Course, das Command and General Staff College und das United States Army War College. Außerdem erhielt er einen akademischen Grad von der North Carolina State University.
Metz absolvierte den für Offiziere in den jeweiligen Rangstufen üblichen Dienst in verschiedenen Einheiten und Standorten innerhalb und außerhalb der Vereinigten Staaten. Dazu gehörten auch Aufgaben als Stabsoffizier in verschiedenen Hauptquartieren. Später kommandierte er Einheiten auf fast allen militärischen Ebenen. Zu seinen frühen Auslandseinsätzen gehörten auch Stationierungen in Deutschland und Italien. In den Jahren 1981 bis 1984 war er Dozent an der Militärakademie in West Point.
Zwischen Juni 1990 und Juni 1992 war Thomas Metz in Südkorea stationiert, wo er die Stabsabteilung G3 (Operationen) der 2. Infanteriedivision leitete. Anschließend kommandierte er bis Juli 1994 die 2. Brigade der 1. Infanteriedivision. Danach war er bis 1995 Stabschef dieser Division. Daran schloss sich eine Verwendung im Stab des United States Army Training and Doctrine Command (TRADOC) an. Danach gehörte er zwischen 1998 und 2001 der Stabsabteilung J8 beim Joint Chiefs of Staff an.
Im November 2001 übernahm Thomas Metz das Kommando über die 24. Infanteriedivision in Fort Riley. Dieses Kommando hatte er bis zum Februar 2003 inne. Zwischen Oktober 2002 und Januar 2003 war er gleichzeitig auch Stabschef beim United States Central Command. Im Jahr 2003 erhielt er das Oberkommando über das III. Korps. Mit diesem Korps nahm er ab 2004 am Irakkrieg teil. Dort war das Korps bis 2005 Teil der Multi-National Force – Iraq. Anschließend wurde es nach Fort Hood, dem eigentlichen Standort der Einheit, zurückverlegt. Metz behielt das Kommando bis zum Jahr 2006.
Nach seiner Zeit als Korpskommandeur wurde Metz Stabschef beim U.S. Army Training and Doctrine Command (TRADOC). Seine letzte militärische Tätigkeit war die des Direktors der Joint Improvised-Threat Defeat Organization (JIDO). Diese Behörde untersteht dem Verteidigungsministerium der Vereinigten Staaten und befasst sich mit der Gefahrenabwehr. Im Jahr 2010 schied Thomas Metz aus dem aktiven Militärdienst aus.
Nach seiner Militärzeit wurde er bei der Trident University Mitglied in deren Abteilung für Militärangelegenheiten (Military Advisory Board Member). Dort ist er als Berater für militärische Fragen tätig.

## Orden und Auszeichnungen
Thomas Metz erhielt im Lauf seiner militärischen Laufbahn unter anderem folgende Auszeichnungen:
- Defense Distinguished Service Medal
- Army Distinguished Service Medal
- Legion of Merit
- Meritorious Service Medal
- Army Commendation Medal